# El Puestito de San Antonio
El Puestito de San Antonio o Puesto de San Antonio es una localidad argentina ubicada en el departamento Juan Francisco Borges de la Provincia de Santiago del Estero. Se encuentra sobre la Ruta Provincial 211, 17 km al noroeste del centro de la ciudad de Santiago del Estero, y a 1 km del Dique Los Quiroga sobre el río Dulce.
Cuenta con un centro de salud.

## Población
Cuenta con 84 habitantes (Indec, 2010), lo que representa un descenso del 21,5% frente a los 107 habitantes (Indec, 2001) del censo anterior.